# A-Jugend Handball-Bundesliga 2020/21
Die Saison 2020/21 der A-Jugend Handball-Bundesliga war die zehnte Spielzeit der höchsten deutschen Spielklasse im Handball der männlichen Jugend.  Sie startete am 26. September 2020 in Berlin und endete am 13. Juni 2021 in Dormagen. Aufgrund der stark angestiegenen Ansteckungen im zweiten Winter der Coronavirus-Pandemie musste die Saison von Anfang November 2020 bis Mitte April 2021 für fast 6 Monate unterbrochen werden. Die A-Jugend-Bundesliga 2020/21 wurde vom Deutschen Handballbund (DHB) ausgerichtet.

## Modus
Wie im Vorjahr wurde die Saison 2020/21 mit einer Vorrunde begonnen, in der die 40 Mannschaften in 4 regionale Staffeln à 10 Teams eingeteilt wurden. Bedingt durch die Corona-Pandemie musste die Saison allerdings Anfang November 2020 aufgrund der gesetzlichen Vorgaben für Veranstaltungen in Innenräumen für mehrere Monate unterbrochen werden. Gespielt waren zu diesem Zeitpunkt zwischen 3 und 6 Spiele, womit eine sinnvolle Wertung der Vorrunde nicht möglich war und diese daher bedeutungslos war. Auch die geplante Meisterrunde in 2 Staffeln à 10 Mannschaften wurde nicht durchgeführt.
Nach einer Befragung der Vereine durch den DHB im März 2021 hatten sich 23 Mannschaften für eine Fortsetzung der JBLH 2020/21 entschieden. Es wurde eine Qualifikationsrunde mit 8 Gruppen à 2 bzw. 3 Teams definiert, um diesen verbliebenen Teams einen sinnvollen Wiedereinstieg zu ermöglichen.
Die 8 Gruppensieger zogen in die K.O.-Runde um die Deutsche A-Jugend-Meisterschaft ein, beginnend mit dem Viertelfinale. Wie schon in den vergangenen Saisons wurden die Finalrunden alle in Hin- und Rückspielen ausgetragen.

## Staffeleinteilung
Folgende Mannschaften hatten sich für die Vorrunde in der Saison 2020/21 qualifiziert und waren in folgende Staffeln eingeteilt:
| Nord - TSV GWD Minden (*) - HSV Hamburg (*) - SG HC Bremen/Hastedt (*) - HSG Handball Lemgo (**) - JSG LiT 1912 (***) - SG Flensburg-Handewitt (*) - THW Kiel (**) - TSG Altenhagen-Heepen (***) - TUSEM Essen (**) - VfL Horneburg (***) | West - Bergischer HC (***) - HG Saarlouis (***) - HSG Dutenhofen/Münchholzhausen (*) - HSG Hanau (***) - mJSG Melsungen/Körle/Guxhagen (*) - TSG Münster (****) - TSV Bayer Dormagen (*) - TV Hüttenberg (**) - VfL Eintracht Hagen (**) - VfL Gummersbach (*) | Ost - 1. VfL Potsdam (**) - Eintracht Hildesheim (***) - Füchse Berlin Reinickendorf (*) - HC Empor Rostock (***) - LHC Cottbus (***) - NSG EHV/Nickelhütte Aue (***) - SC DHfK Leipzig (*) - SC Magdeburg (*) - TSV Burgdorf (**) - TV Gelnhausen (*) | Süd - TPSG FA Göppingen (**) - HC Erlangen (****) - HG Oftersheim/Schwetzingen (****) - HSG Konstanz (**) - JSG Balingen-Weilstetten (*) - Rhein-Neckar Löwen (*) - SG Pforzheim/Eutingen (*) - TSV München-Allach 1909 (*) - TuS Helmlingen (****) - TV Bittenfeld (****) |

(*) 16 Mannschaften hatten sich über ihr Ergebnis in der Meisterrunde 2019/20 qualifiziert.

(**) 9 Mannschaften hatten sich über die Pokalrunde qualifiziert, wobei Lemgo aufgrund einer Härtefallregelung (Punktgleichheit) vom Jugendspielausschuss einen JBLH Startplatz erhielt.

(***) 10 Mannschaften hatten sich über Qualifikationsspiele für diese JBLH qualifiziert.

(****) 5 Mannschaften wurden durch ihre Verbände über eine Setzliste für diese JBLH nominiert.

## Vorrunde JBLH
Aufgrund des durch die Corona-Pandemie bedingten Abbruchs der JBLH-Vorrunde nach dem 6. Spieltag Anfang November 2020 sind die folgenden Tabellen sportlich bedeutungslos. Sie wurden hier trotzdem aufgeführt, um aufzuzeigen, dass auf dieser Basis eine gerechte Wertung nicht möglich gewesen wäre. Auch an den vorherigen Spieltagen gab es bereits viele Spielabsagen, so dass zum Beispiel in der Staffel West zwei Mannschaften nur 3 Spiele ausgetragen hatten, andere dagegen bereits doppelt so viele.

### Staffel Nord
Tabelle
| 1.    | TSV GWD Minden         | 6 | 71  | 12:0 |
| 2.    | SG Flensburg-Handewitt | 6 | 54  | 10:2 |
| 3.    | HSV Hamburg            | 4 | 5   | 6:2  |
| 4.    | THW Kiel               | 5 | 18  | 6:4  |
| 5.    | JSG LiT 1912           | 5 | 4   | 5:5  |
| 6.    | HSG Handball Lemgo     | 6 | −22 | 4:8  |
| 7.    | TUSEM Essen            | 4 | −18 | 3:5  |
| 8.    | VfL Horneburg          | 6 | −34 | 3:9  |
| 9.    | SG HC Bremen/Hastedt   | 4 | −27 | 1:7  |
| 10.   | TSG Altenhagen-Heepen  | 4 | −51 | 0:8  |
| [ 4 ] |                        |   |     |      |

### Staffel West
Tabelle
| 1.                  | TSV Bayer Dormagen             | 5 | 58  | 8:2  |
| 2.                  | TV Hüttenberg                  | 5 | 8   | 7:3  |
| 3.                  | VfL Eintracht Hagen            | 6 | −3  | 7:5  |
| 4.                  | TSG Münster                    | 6 | −10 | 7:5  |
| 5.                  | mJSG Melsungen/Körle/Guxhagen  | 3 | 26  | 5:1  |
| 6.                  | VfL Gummersbach                | 3 | 7   | 5:1  |
| 7.                  | HSG Dutenhofen/Münchholzhausen | 4 | 4   | 4:4  |
| 8.                  | Bergischer HC                  | 4 | −21 | 3:5  |
| 9.                  | HSG Hanau                      | 5 | −28 | 0:10 |
| 10.                 | HG Saarlouis                   | 5 | −41 | 0:10 |
| handball-world.news |                                |   |     |      |

### Staffel Ost
Tabelle
| 1.                  | Füchse Berlin Reinickendorf | 5 | 92  | 10:0 |
| 2.                  | SC DHfK Leipzig             | 6 | 38  | 10:2 |
| 3.                  | 1. VfL Potsdam              | 5 | 2   | 8:2  |
| 4.                  | SC Magdeburg                | 5 | 13  | 7:3  |
| 5.                  | HC Empor Rostock            | 6 | −15 | 6:6  |
| 6.                  | NSG EHV/Nickelhütte Aue     | 5 | 0   | 5:5  |
| 7.                  | TSV Burgdorf                | 4 | 6   | 2:6  |
| 8.                  | TV Gelnhausen               | 5 | −45 | 2:8  |
| 9.                  | LHC Cottbus                 | 4 | −50 | 0:8  |
| 10.                 | Eintracht Hildesheim        | 5 | −41 | 0:10 |
| handball-world.news |                             |   |     |      |

### Staffel Süd
Tabelle
| 1.                  | SG Pforzheim/Eutingen      | 5 | 31  | 9:1  |
| 2.                  | HC Erlangen                | 5 | 5   | 8:2  |
| 3.                  | Rhein-Neckar Löwen         | 5 | 51  | 7:3  |
| 4.                  | JSG Balingen-Weilstetten   | 5 | 26  | 6:4  |
| 5.                  | TSV München-Allach 1909    | 5 | 5   | 6:4  |
| 6.                  | HSG Konstanz               | 4 | −10 | 4:4  |
| 7.                  | TV Bittenfeld              | 5 | 19  | 4:6  |
| 8.                  | TPSG FA Göppingen          | 3 | −13 | 2:4  |
| 9.                  | HG Oftersheim/Schwetzingen | 5 | −26 | 2:8  |
| 10.                 | TuS Helmlingen             | 6 | −88 | 0:12 |
| handball-world.news |                            |   |     |      |

## Qualifikations-Runde
Nachdem sich im März 2021 die Pandemie-Situation langsam wieder entspannte, stimmte sich der Deutsche Handballbund (DHB) in diversen Videokonferenzen und Umfragen mit allen Vereinen der JBLH über den weiteren Verlauf der Saison ab. Die Voraussetzungen in den Vereinen waren aufgrund uneinheitlicher Verordnungen in den Bundesländern sehr unterschiedlich. Während einige Vereine den Trainingsbetrieb während der Unterbrechung überwiegend aufrechterhalten konnten, wurde anderen das gemeinsame Hallentraining noch kurz vor der geplanten Wiederaufnahme der Spiele untersagt. Vorschläge wie eine Verlängerung der Jugendzeit um ein Jahr, damit die betroffenen Spielern dieses verlorene Jahr in ihrer Ausbildung nachholen können, setzten sich nicht durch. Nach der Beendigung der Diskussionen hatten sich nur 23 der 40 Vereine für die Fortsetzung der JBLH angemeldet.
Entschieden wurde, diese Mannschaften in 8 kleine Gruppen einzuteilen. Gruppe A bestand somit aus 2 Mannschaften, alle anderen Staffeln aus 3 Mannschaften. Gespielt wurde in den 3-er Gruppen nur eine einfache Runde, d. h. keine Hin- und Rückspiele. Die Sieger der 8 Staffeln qualifizierten sich für das Viertelfinale.
Tabelle Gruppe A
| Rang | Mannschaft                  | Spiele | Tordifferenz | Punkte |
| ---- | --------------------------- | ------ | ------------ | ------ |
| 1.   | Füchse Berlin Reinickendorf | 2      | 40           | 4:0    |
| 2.   | HC Empor Rostock            | 2      | −40          | 0:4    |

Tabelle Gruppe B
| Rang | Mannschaft             | Spiele | Tordifferenz | Punkte |
| ---- | ---------------------- | ------ | ------------ | ------ |
| 1.   | SG Flensburg-Handewitt | 2      | 10           | 3:1    |
| 2.   | SC Magdeburg           | 2      | 9            | 3:1    |
| 3.   | LHC Cottbus            | 2      | −19          | 0:4    |

Tabelle Gruppe C
| Rang | Mannschaft         | Spiele | Tordifferenz | Punkte |
| ---- | ------------------ | ------ | ------------ | ------ |
| 1.   | TSV Bayer Dormagen | 2      | 16           | 4:0    |
| 2.   | TUSEM Essen        | 2      | 2            | 2:2    |
| 3.   | HSG Hanau          | 2      | −18          | 0:4    |

Tabelle Gruppe D
| Rang | Mannschaft              | Spiele | Tordifferenz | Punkte |
| ---- | ----------------------- | ------ | ------------ | ------ |
| 1.   | SC DHfK Leipzig         | 2      | 19           | 4:0    |
| 2.   | 1. VfL Potsdam          | 2      | −1           | 2:2    |
| 3.   | NSG EHV/Nickelhütte Aue | 2      | −18          | 0:4    |

Tabelle Gruppe E
| Rang | Mannschaft               | Spiele | Tordifferenz | Punkte |
| ---- | ------------------------ | ------ | ------------ | ------ |
| 1.   | JSG Balingen-Weilstetten | 2      | 14           | 3:1    |
| 2.   | SG Pforzheim/Eutingen    | 2      | 8            | 3:1    |
| 3.   | TPSG FA Göppingen        | 2      | −22          | 0:4    |

Tabelle Gruppe F
| Rang | Mannschaft              | Spiele | Tordifferenz | Punkte |
| ---- | ----------------------- | ------ | ------------ | ------ |
| 1.   | TSV München-Allach 1909 | 2      | 17           | 4:0    |
| 2.   | HC Erlangen             | 2      | −1           | 2:2    |
| 3.   | TuS Helmlingen          | 2      | −16          | 0:4    |

Tabelle Gruppe G
| Rang | Mannschaft                 | Spiele | Tordifferenz | Punkte |
| ---- | -------------------------- | ------ | ------------ | ------ |
| 1.   | Rhein-Neckar Löwen         | 2      | 17           | 4:0    |
| 2.   | TSG Münster                | 2      | −5           | 2:2    |
| 3.   | HG Oftersheim/Schwetzingen | 2      | −12          | 0:4    |

Tabelle Gruppe H
| Rang | Mannschaft                    | Spiele | Tordifferenz | Punkte |
| ---- | ----------------------------- | ------ | ------------ | ------ |
| 1.   | mJSG Melsungen/Körle/Guxhagen | 2      | 30           | 4:0    |
| 2.   | TV Gelnhausen                 | 2      | −20          | 2:2    |
| 3.   | TV Bittenfeld                 | 2      | −10          | 0:4    |

Entscheidungen
handball-world.news

## Viertelfinale
| Füchse Berlin Reinickendorf | SC DHfK Leipzig | 12. Mai 2021     | 15. Mai 2021     | 72 : 52 |
| Füchse Berlin Reinickendorf | SC DHfK Leipzig | 36 : 24 (17 : 9) | 36 : 28 (20 :15) | 72 : 52 |

| JSG Balingen-Weilstetten | mJSG Melsungen/Körle/Guxhagen | 12. Mai 2021      | 16. Mai 2021      | 64 : 67 |
| JSG Balingen-Weilstetten | mJSG Melsungen/Körle/Guxhagen | 33 : 33 (15 : 17) | 31 : 34 (15 : 15) | 64 : 67 |

| SG Flensburg-Handewitt | TSV Bayer Dormagen | 13. Mai 2021      | 16. Mai 2021      | 68 : 76 |
| SG Flensburg-Handewitt | TSV Bayer Dormagen | 32 : 40 (16 : 19) | 36 : 36 (16 : 14) | 68 : 76 |

| Rhein-Neckar Löwen | TSV München-Allach 1909 | 13. Mai 2021      | 16. Mai 2021     | 74 : 45 |
| Rhein-Neckar Löwen | TSV München-Allach 1909 | 36 : 25 (14 : 13) | 38 : 20 (19 : 7) | 74 : 45 |

handball-world.news

## Halbfinale
| Heimmannschaft                | Endergebnis (Halbzeit) | Gastmannschaft                | Datum & Zeit            | Ort, Halle                      |
| ----------------------------- | ---------------------- | ----------------------------- | ----------------------- | ------------------------------- |
| Füchse Berlin Reinickendorf   | 36 : 26 (15 : 11)      | mJSG Melsungen/Körle/Guxhagen | 21. Mai 2021, 17:00 Uhr | Berlin, Lilli-Henoch-Sporthalle |
| mJSG Melsungen/Körle/Guxhagen | 21 : 34 (10 : 16)      | Füchse Berlin Reinickendorf   | 28. Mai 2021, 19:00 Uhr | Stadtsporthalle Melsungen       |

Die Füchse Berlin zogen mit dem Gesamt-Ergebnis von 70 : 47 in das Finale ein.
Hinspiel

Füchse Berlin Reinickendorf: Ludwig (12 Paraden / 24 Gegentore), Kull (2 P. / 2 G.) – Heinis, Nowak (5 Tore), Orlov (4), Beneke (5), Reichardt, Sauter (3), Freihöfer (8/5 davon Siebenmeter), Lichtlein (3), Schley, Langhoff (8)

Trainer Bob Hanning

mJSG Melsungen/Körle/Guxhagen: Goldmann (9 P., 24 G.), Büde (7 P. / 12 G.) – Beekmann (1), Pregler (5), Kompenhans (4), Fitozovic (5/1), Dhaliwal, Andrei, Hellemann, Drosten, Rietze (2), Sahin (3), Kuntscher (6/3)

Trainer Florian Maienschein

Schiedsrichter: Heine / Standke

Keine Zuschauer zugelassen

Rückspiel

mJSG Melsungen/Körle/Guxhagen: Büde (6 Paraden, 23 Gegentore), Goldmann (3 P. / 12 G.)  – Haeske, Beekmann (1 Tor), Pregler, Kompenhans (5), Fitozovic (3), Dhaliwal, Andrei (4), Hellemann, Rietze, Sahin (2), Kuntscher (6/1 davon Siebenmeter)

Trainer Florian Maienschein

Füchse Berlin Reinickendorf: Ludwig (11 P. / 13 G.), Kull (6 P. / 8 G.) – Heinis, Nowak (5), Orlov (8), Beneke (2), Sauter (3), Dieffenbacher (2), Freihöfer (1/1), Lichtlein (3), Scheminski (2), Grüner (7/2), Kilias (1), Langhoff

Trainer Bob Hanning

Schiedsrichter: Bona / Frank

Keine Zuschauer zugelassen
| Heimmannschaft     | Endergebnis (Halbzeit) | Gastmannschaft     | Datum & Zeit            | Ort, Halle                            |
| ------------------ | ---------------------- | ------------------ | ----------------------- | ------------------------------------- |
| Rhein-Neckar Löwen | 20 : 23 (13 : 12)      | TSV Bayer Dormagen | 22. Mai 2021, 16:00 Uhr | Östringen, Erich-Bamberger Stadthalle |
| TSV Bayer Dormagen | 31 : 30 (15 : 12)      | Rhein-Neckar Löwen | 30. Mai 2021, 17:00 Uhr | TSV Bayer Sportcenter Dormagen        |

Der TSV Bayer Dormagen zog mit dem Gesamt-Ergebnis von 54 : 50 in das Finale ein.
Hinspiel

Rhein-Neckar Löwen: Mats Grupe – Niklas Michalski (1), Elias Scholtes (5), Lion Zacharias (4/1), Robert Timmermeister, Bartsch (1), Keller, Burkard, Knipp, Blum (7), Clarius (2), Schlafmann.

Trainer: Daniel Haase

TSV Bayer Dormagen:  Bang – Rehfus (2), Kriescher, Traeger, Hinrichs (4/3), Wolfram, Wilhelm (4), Köster (2), Leitz (2), Lincks (1), Seesing (3), Steinhaus (4), Werschkull (1)

Trainer: Pütz (in Vertretung für David Röhrig)

Schiedsrichter: Lier / Lier

Keine Zuschauer zugelassen

Rückspiel

TSV Bayer Dormagen: Ludorf, Bang – Rehfus (3), Traeger (2), Hinrichs, Wolfram, Wilhelm (4), Köster (2), Leitz (8), Lincks, Seesing (4), Steinhaus (4), Werschkull (4)

Trainer: Röhrig

Rhein-Neckar Löwen: David Späth, Mats Grupe – Niklas Michalski (3), Krass, Lion Zacharias (10/2), Robert Timmermeister (6), Weindl, Burkard (1), Knipp (3), Blum (3), Clarius (2), Kraft (2), Schlafmann

Trainer: Daniel Haase

Schiedsrichter: Hannes / Hannes

Keine Zuschauer zugelassen

## Finale
| Heimmannschaft              | Endergebnis (Halbzeit) | Gastmannschaft              | Datum & Zeit             | Ort, Halle                      |
| --------------------------- | ---------------------- | --------------------------- | ------------------------ | ------------------------------- |
| Füchse Berlin Reinickendorf | 38 : 25 (18 : 13)      | TSV Bayer Dormagen          | 7. Juni 2021, 17:00 Uhr  | Berlin, Lilli-Henoch-Sporthalle |
| TSV Bayer Dormagen          | 27 : 33 (13 : 16)      | Füchse Berlin Reinickendorf | 13. Juni 2021, 16:00 Uhr | TSV Bayer Sportcenter Dormagen  |

Die Füchse Berlin Reinickendorf gewannen mit dem Gesamt-Ergebnis von 71 : 52 die Deutsche A-Jugend-Meisterschaft der Saison 2020/21.
Hinspiel

Füchse Berlin: Ludwig (3 Paraden, 1 Tor), Kull (13 Paraden), Heinis (3 Tore), Nowak (3), Sauter (4), Tim Freihöfer (16/7 davon 7m), Lichtlein (7), Langhoff (2)

Trainer Bob Hanning

TSV Bayer Dormagen: Wollert, Ludorf (beide Tor), Rehfus (5/2), Wolfram (2), Wilhelm (1), Köster (4), Leitz (4), Lincks (1), Seesing (2), Steinhaus (2), Werschkull (3), Schoss (1)

Trainer: Röhrig

Rückspiel

Torschützen Bayer Dormagen: Rehfus (2), Hinrichs (4/3), Wolfram (2), Köster (3), Leitz (3), Lincks (1), Seesing (5), Steinhaus (1), Werschkull (3), Schoss (3)

Torschützen Füchse Berlin:  Heinis (1), Beneke (2), Nowak (2), Orlov (5), Sauter (1), Tim Freihöfer (6/2), Lichtlein (6), Grüner (3/1), Langhoff (7)